# 帕氏擬鈎鯰
帕氏擬鈎鯰，為輻鰭魚綱鯰形目甲鯰科的其中一種，為熱帶淡水魚，分布於南美洲巴西Papari湖及Jaguaribe河流域，體長可達15.3公分，棲息在底層水域，生活習性不明。